# Michael Rösch
Michael „Ebs“ Rösch (* 4. Mai 1983 in Pirna) ist ein ehemaliger belgisch-deutscher Biathlet, der bis 2012 für Deutschland antrat und ab 2014 für Belgien startete. 2006 gewann Rösch bei den Olympischen Winterspielen die Goldmedaille mit der Staffel. Aufgewachsen ist er in Zinnwald-Georgenfeld.

## Werdegang
Michael Rösch, der Sohn des ehemaligen Biathlon-Weltmeisters Eberhard Rösch, begann als Neunjähriger mit dem Biathlon. Er ist vierfacher Juniorenweltmeister, dreimal mit der Staffel sowie 2002/03 im Sprint. Er erreichte beim Weltcupfinale 2003/04 in Fort Kent einen sechsten Platz im Sprint, konnte jedoch in der folgenden Saison nicht mehr an diese Leistung anknüpfen. Am 16. Dezember 2005 wurde er im slowakischen Osrblie im Sprint Zweiter, nachdem er am Vortag mit dem dritten Platz über 20 km seinen ersten Podiumsplatz in einem Weltcup belegt hatte.
Am 14. Januar 2006 wurde er im Sprint in Ruhpolding vom Norweger Frode Andresen mit 3,8 Sekunden Differenz knapp auf den zweiten Platz verwiesen. Den ersten Sieg holte er allerdings bereits einen Tag später in der Verfolgung, als er Raphaël Poirée in einem Fotofinish schlagen konnte. Bei den XX. Olympischen Winterspielen in Turin 2006 gewann er mit Ricco Groß, Sven Fischer und Michael Greis die 4 × 7,5-km-Biathlonstaffel und somit seine erste olympische Goldmedaille. Rösch trug mit sehr schnellem und fehlerfreiem Schießen sowie einer starken Laufleistung dabei maßgeblich zum Gewinn der Goldmedaille bei und hatte die zweitbeste Einzelzeit aller Athleten, nur geschlagen von Ole Einar Bjørndalen.
Im selben Jahr wurde Rösch Fünfter der Weltcup-Gesamtwertung. Zu diesem Zeitpunkt galt er bei vielen Experten als das größte Talent des deutschen Biathlons und als „Kronprinz“, der an die großen Erfolge der Generation um Ricco Groß und Sven Fischer anknüpfen könnte. In den folgenden Jahren verschlechterten sich jedoch die Leistungen Röschs. In der Saison 2008/2009 gelang ihm nur ein Podestplatz in einem Einzelrennen (2. Platz im Sprint in Oberhof). Am Ende reichte es für Platz 16 des Gesamtweltcups.
Bei den Sommerbiathlon-Weltmeisterschaften 2009 in Oberhof gewann Rösch in der Mixed-Staffel mit Magdalena Neuner, Tina Bachmann und Christoph Stephan die Goldmedaille und holte Silber im Sprint. Im Verfolgungswettkampf wurde Michael Rösch Weltmeister. Seit der Wintersaison 2009/2010 durchlebte Rösch ein Karrieretief. Nach schwachen Weltcuprennen Ende 2009 (106. Platz im Sprint in Pokljuka) wurde Rösch vom Bundestrainer in den zweitklassigen IBU-Cup zurückgestuft. Er erreichte auch dort nur hintere Platzierungen. Für die Olympischen Winterspiele in Vancouver wurde er nicht nominiert. In der Saison 2010/11 startete er erst im IBU-Cup, um dann aufgrund seiner Ergebnisse auch hierfür nicht mehr nominiert zu werden. Danach startete er nur noch im Deutschland-Pokal. Am 9. Dezember 2011 kehrte Rösch in den Weltcup zurück: In Hochfilzen belegte er im Sprint den 27. und im anschließenden Verfolgungsrennen den 12. Platz. Im Jahr 2011 nahm er zudem am 90 km langen Wasalauf in der klassischen Technik teil.
Mitte September 2012 wurde bekannt, dass er künftig für Belgien an den Start gehen möchte. Rösch gab dafür seinen Posten bei der Bundespolizei auf. Die Einbürgerung in Belgien zog sich bis zum Januar 2014 hin. Eine Teilnahme bei den Olympischen Winterspielen 2014 war für ihn nicht möglich, da er die Staatsbürgerschaft Belgiens zu diesem Zeitpunkt noch nicht lange genug besaß, doch konnte er im Sommer in Tjumen bei den Sommerbiathlon-Weltmeisterschaften 2014 mit Silber im Sprint und dem Titel im Verfolgungsrennen die ersten internationalen Biathlon-Medaillen für Belgien gewinnen. Da Belgien kein Kontingent für Sportler im Biathlon-Weltcup hatte, musste Rösch sich für den Weltcup qualifizieren. Bei seinen ersten Wettkämpfen unter belgischer Flagge im Rahmen des IBU-Cup im März 2014 im italienischen Martell erfüllte er mit einem 19. Rang im Sprint und einem 11. Rang in der Verfolgung die Kriterien für den Erhalt einer Wildcard. Diese bekam er zur Saison 2014/15, in der er zum Auftakt in Östersund 50. im Einzel wurde. Auch bei weiteren Sprintrennen verpasste er in Östersund und Hochfilzen die Punkteränge deutlich. Erst in Oberhof konnte er zu Beginn des Jahres 2015 als 30. seine ersten Punkte in einem Sprintrennen für Belgien gewinnen. Den größten Weltcuperfolg nach seinem Nationenwechsel erzielte Rösch am 10. Dezember 2016 in Pokljuka mit dem 6. Platz im Verfolgungsrennen.
Am 12. Januar 2019 gab er im Rahmen des Weltcups in Oberhof seinen Rücktritt vom Leistungssport bekannt. Seine letzten Einzelrennen bestritt er eine Woche später beim Heimweltcup in Ruhpolding. Er stand jedoch noch für Staffelrennen zur Verfügung. Sein letztes Weltcuprennen war das Staffelrennen im kanadischen Canmore im Februar 2019.
Rösch arbeitete von Mai 2019 bis Sommer 2020 als Trainer für den Sächsischen Sportverband am Stützpunkt in Altenberg.

## Auszeichnungen
Rösch wurde mehrfach ausgezeichnet. 2006 wurde er Sportler des Jahres in Sachsen und bei der Wahl zum deutschen Sportler des Jahres Dritter mit der Mannschaft. Zudem wurde er von den Zuschauern des Bayerischen Rundfunks und den Lesern der Zeitung Bild mit der olympischen Biathlonstaffel zum Sieger bei der Wahl zum „Winterstar“ 2006 in der Kategorie „Beste Mannschaft“ gewählt. 2007 wurde er Polizeisportler des Jahres.

## Erfolge
Olympische Winterspiele:
- 2006: 1 × Gold (Staffel)

Weltmeisterschaften:
- 2007: 1 × Bronze (Staffel)
- 2008: 1 × Bronze (Staffel)
- 2009: 1 × Bronze (Staffel)

Juniorenweltmeisterschaften:
- 2001: 1 × Gold (Staffel)
- 2002: 1 × Gold (Staffel), 1 × Silber (Einzel)
- 2003: 1 × Gold (Sprint), 1 × Silber (Staffel)
- 2004: 1 × Gold (Staffel), 2 × Silber (Sprint, Verfolgung)

Biathlon-Weltcup-Platzierungen:
Die Tabelle zeigt alle Platzierungen (je nach Austragungsjahr einschließlich Olympische Spiele und Weltmeisterschaften).
- 1.–3. Platz: Anzahl der Podiumsplatzierungen
- Top 10: Anzahl der Platzierungen unter den ersten zehn (einschließlich Podium)
- Punkteränge: Anzahl der Platzierungen innerhalb der Punkteränge (einschließlich Podium und Top 10)
- Starts: Anzahl gelaufener Rennen in der jeweiligen Disziplin

| Platzierung         | Einzel | Sprint | Verfolgung | Massenstart | Staffel | Gesamt |
| ------------------- | ------ | ------ | ---------- | ----------- | ------- | ------ |
| 1. Platz            |        | 1      | 1          |             | 2       | 4      |
| 2. Platz            |        | 5      |            |             | 6       | 11     |
| 3. Platz            | 1      |        | 1          |             | 9       | 11     |
| Top 10              | 3      | 15     | 15         | 10          | 22      | 65     |
| Punkteränge         | 14     | 53     | 47         | 25          | 33      | 172    |
| Starts              | 27     | 92     | 58         | 25          | 33      | 235    |
| Stand: Karriereende |        |        |            |             |         |        |